# ときめきをさがしに
「ときめきをさがしに」は、1996年（平成8年）11月21日に島倉千代子が発売したシングル盤である。

## 概要
NHKドラマ新銀河『素敵に女ざかり』主題歌。
表題曲は島倉自身が作詞を手掛けている。島倉は表題曲で『第47回NHK紅白歌合戦』に出場。歌唱時に島倉は歌詞が書かれたカンペを左手に隠し持っていたが、それにも関わらず歌詞を忘れてしまった。

## 収録曲
1. ときめきをさがしに
  - 作詞：島倉千代子・津城ひかる、作曲：三木たかし、編曲：若草恵
2. 一人ぼっちにならないで
  - 作詞：津城ひかる、作曲：三木たかし、編曲：若草恵
3. ときめきをさがしに（カラオケ）
4. 一人ぼっちにならないで（カラオケ）